# Polyalthia myristica
Polyalthia myristica är en kirimojaväxtart som beskrevs av Ian Mark Turner. Polyalthia myristica ingår i släktet Polyalthia och familjen kirimojaväxter. Inga underarter finns listade i Catalogue of Life.